# Saint-Bois
Saint-Bois is een plaats en voormalige gemeente in het Franse departement Ain in de regio Auvergne-Rhône-Alpes en telde 121 inwoners (2009). De oppervlakte bedroeg 9,4 km², de bevolkingsdichtheid was dus 12,9 inwoners per km².
Per 1 januari 2016 is Saint-Bois samen met Arbignieu opgegaan in de nieuwe gemeente Arboys en Bugey.

## Demografie
Onderstaande figuur toont het verloop van het inwoneraantal van Saint-Bois vanaf 1962.
Vanwege een beveiligingsprobleem met de MediaWiki Graph-software is het momenteel niet mogelijk deze grafiek weer te geven. Zodra de software is bijgewerkt zal de grafiek vanzelf weer zichtbaar worden.